# Dyskografia The Gazette
Dyskografia the GazettE – japońskiego rockowego zespołu nurtu visual kei. Grupa wydała dotychczas dziewięć albumów studyjnych, sześć minialbumów, trzy kompilacje i sześćdziesiąt singli. Zespół do tej pory uzyskał spośród wszystkich swoich wydawnictw trzy certyfikaty złotych płyt w Japonii za sprzedaż łączną 300 tysięcy egzemplarzy singli  „Cassis”, „Guren (jap.  紅蓮)” oraz „SHIVER”.

## Albumy

### Albumy studyjne
| Nr | Dane dotyczące albumu                                  | Oricon | Tytuł                                                       |
| -- | ------------------------------------------------------ | ------ | ----------------------------------------------------------- |
| 1. | - Data: 13 października 2004 - Wznowienie: 3 maja 2006 | 110    | Disorder (jap. ディスオーダー)                              |
| 2. | - Data: 8 lutego 2006                                  | 4      | Nil (jap. ニル)                                             |
| 3  | - Data: 4 lipca 2007                                   | 3      | Stacked Rubbish (jap. スタックド・ラビッシュ)               |
| 4. | - Data: 15 lipca 2009                                  | 5      | Dim (jap. ディム)                                           |
| 5. | - Data: 5 października 2011                            | 6      | Toxic (jap. トキシック)                                     |
| 6. | - Data: 29 sierpnia 2012                               | 4      | Division (jap. ディヴィジョン)                              |
| 7. | - Data: 23 października 2013                           | 8      | Beautiful Deformity (jap. ビューティフル・ディフォーミティ) |
| 8. | - Data: 16 sierpnia 2015                               | 3      | Dogma (jap. ドグマ)                                         |
| 9. | - Data: 13 czerwca 2018                                | 3      | Ninth                                                       |

### Mini albumy (EP)
| Nr | Dane dotyczące minialbumu                             | Oricon | Tytuł                                                       |
| -- | ----------------------------------------------------- | ------ | ----------------------------------------------------------- |
| 1. | - Data: 28 maja 2003                                  | –      | COCKAYNE SOUP (jap. 大日本異端芸者的脳味噌逆回転絶叫音源集) |
| 2. | - Data: 25 czerwca 2003                               | –      | Akuyūkai (jap. 悪友會～あくゆうかい～)                      |
| 3. | - Data: 30 lipca 2003                                 | –      | Spermargarita (jap. スペルマルガリィタ)                     |
| 4. | - Data: 1 października 2003 - Wznowienie: 3 maja 2006 | 240    | Hankō seimei bun (jap. 犯行声明文)                          |
| 5. | - Data: 30 marca 2004 - Wznowienie: 3 marca 2006      | 150    | MADARA (jap. 斑蠡〜MADARA〜)                                |
| 6. | - Data: 3 sierpnia 2005                               | –      | GAMA (jap. 蛾蟇(がま)                                       |

### Albumy kompilacyjne
| Nr | Dane dotyczące albumu   | Tytuł |
| -- | ----------------------- | --- |
| 1. | - Data: 3 maja 2006     | Dainihon itangeishateki nōmiso gyaku kaiten zekkyō ongenshū (jap. 大日本異端芸者的脳味噌逆回転絶叫音源集) |
| 2. | - Data: 6 kwietnia 2011 | TRACES BEST OF 2005–2009 (jap. トレースズ・ベスト・オブ にせんご にせんきゅう)                            |
| 3. | - Data: 8 marca 2017    | Traces Vol. 2                                                                                             |

### Omnibusy
| Nr | Dane dotyczące omnibusów | Tytuł                               |
| -- | ------------------------ | ----------------------------------- |
| 1. | - Data: 25 grudnia 2002  | Yougenkyou -moon-                   |
| 2. | - Data: 1 maja 2003      | KALEIDOSCOPE                        |
| 3. | - Data: 28 lipca 2004    | Japanese Rock Cure Collectionz      |
| 4. | - Data: 24 stycznia 2007 | ROCK NIPPON Shouji Noriko Selection |

## Single i promo single
| Nr  | Data wydania | Tytuł                                                                                     | Certyfikat         | Sprzedaż      |
| --- | ------------ | ----------------------------------------------------------------------------------------- | ------------------ | ------------- |
| 1.  | 30.02.2002   | „Wakaremichi (jap. 別れ道)”                                                               |                    |               |
| 2.  | 30.02.2002   | „Akai One Piece (jap. 赤いワンピース)”                                                    |                    |               |
| 3   | 30.02.2002   | „Sentimental na Onigokko (jap. センチメンタルな鬼ごっこ)”                                 |                    |               |
| 4.  | 30.08.2002   | „Kichiku Kyoushi (32sai Dokushin) no Nousatsu Kouza” (jap. 鬼畜教師(32才独身)の悩殺講座)” |                    |               |
| 5.  | 30.09.2002   | „Machibouke no Kouen de (jap. 待ちぼうけの公園で･･)”                                      |                    |               |
| 6.  | 30.09.2002   | „Wife (jap. ワイフ)”                                                                      |                    |               |
| 7.  | 30.09.2002   | „Doro Darake no Seishun (jap. 泥だらけの青春)”                                            |                    |               |
| 8.  | 08.10.2002   | „Shiawase na Hibi (jap. 幸せな日々)”                                                      |                    |               |
| 9.  | 08.10.2002   | „Kantou Dogeza Kumiai (jap. 関東土下座組合)”                                              |                    |               |
| 10. | 08.10.2002   | „Juunanasai (jap. 十七歳)”                                                                |                    |               |
| 11. | 01.10.2003   | „DIS”                                                                                     |                    |               |
| 12. | 01.11.2003   | „Gozen 0-ji no Trauma Radio (jap. 午前0時のとらうまラヂヲ)”                               |                    |               |
| 13. | 26.05.2004   | „Mad Marble Hell Vision”                                                                  |                    |               |
| 14. | 26.05.2004   | „Shiikureta Haru, Kawarenu Haru (jap. 飼育れた春、変われぬ春)”                            |                    |               |
| 15. | 26.05.2004   | „Ruder”                                                                                   |                    |               |
| 16. | 26.05.2004   | „Sumire (jap.菫)”                                                                         |                    |               |
| 17. | 26.05.2004   | „Anata no Tame no Kono Inochi. (jap. 貴女ノ為ノ此ノ命。)”                                 |                    |               |
| 18. | 28.07.2004   | „Zakurogata no Yuu'utsu ? (jap. ザクロ型の憂鬱?)”                                         |                    |               |
| 19. | 28.07.2004   | „Okuribi (jap. おくり火)”                                                                 |                    |               |
| 20. | 28.07.2004   | „~Zetsu~ (jap. 舐～Zetsu～)”                                                              |                    |               |
| 21. | 28.07.2004   | „Miseinen (jap. 未成年)”                                                                  |                    |               |
| 22. | 09.03.2005   | „reila (jap. レイラ)”                                                                     |                    |               |
| 23. | 2005         | „Cockroach (jap. コックローチ)”                                                           |                    |               |
| 24. | 08.2005      | „Chigire”                                                                                 |                    |               |
| 25. | 23.11.2005   | „No. 666”                                                                                 |                    |               |
| 26. | 06.12.2005   | „Cassis (jap. カシス)”                                                                    | - JPN: złota płyta | - 100 tysięcy |
| 27. | 08.01.2006   | „Shadow VII II (jap. シャドウ・シックス・ツー・ワン)”                                     |                    |               |
| 28. | 07.06.2006   | „Taion (jap. 体温)”                                                                       |                    |               |
| 29. | 2006         | „Silly God Disco (jap. シリー・ゴッド・ディスコ)”                                         |                    |               |
| 30. | 25.09.2006   | „REGRET (jap. リグレット)”                                                                |                    |               |
| 31. | 01.11.2006   | „Filth in the beauty (jap. フィルス・イン・ザ・ビューティー)”                             |                    |               |
| 32. | 07.02.2007   | „Hyena (jap. ハイエナ)”                                                                   |                    |               |
| 33. | 04.07.2007   | „Burial Applicant (jap. ベリアル・アプリカント)”                                          |                    |               |
| 34. | 04.07.2007   | „Chizuru (jap. 千鶴)”                                                                     |                    |               |
| 35. | 13.02.2008   | „Guren (jap. 紅蓮)”                                                                       | - JPN: złota płyta | - 100 tysięcy |
| 36. | 12.11.2008   | „LEECH (jap. リーチ)”                                                                     |                    |               |
| 37. | 25.03.2009   | „Distress and Coma (jap. ディストレス・アンド・コーマ)”                                   |                    |               |
| 38. | 15.07.2009   | „The Invisible Wall (jap. ジ・インビジブル・ウォール)”                                    |                    |               |
| 39. | 07.10.2009   | „Before I Decay (jap. ビフォー・アイ・ディケイ)”                                          |                    |               |
| 40. | 21.07.2010   | „SHIVER (jap. シヴァー)”                                                                  | - JPN: złota płyta | - 100 tysięcy |
| 41. | 22.09.2010   | „RED (jap. レッド)”                                                                       |                    |               |
| 42. | 15.12.2010   | „PLEDGE (jap. プレッジ)”                                                                  |                    |               |
| 43. | 25.05.2011   | „VORTEX (jap. ボルテックス)”                                                              |                    |               |
| 44. | 31.08.2011   | „Remember the Urge”                                                                       |                    |               |
| 45. | 05.10.2011   | „Untitled (jap. アンタイトル)”                                                            |                    |               |
| 46. | 06.10.2011   | „The Suicide Circus (jap. ザ・スーサイド・サーカス)”                                      |                    |               |
| 47. | 29.08.2012   | „Diplosomia (jap. ディプロソミア)”                                                        |                    |               |
| 48. | 29.08.2012   | „Ibitsu (jap.歪)”                                                                         |                    |               |
| 49. | 29.08.2012   | „DERANGEMENT (jap. ディレンジメント)”                                                     |                    |               |
| 50. | 21.08.2013   | „FADELESS (jap. フェイドレス)”                                                            |                    |               |
| 51  | 21.08.2013   | „Malformed Box (jap. マルフォームド・ボックス)”                                           |                    |               |
| 52. | 23.10.2013   | „Inside Beast (jap. インサイド・ビースト)”                                                |                    |               |
| 53. | 01.09.2014   | „Last Heaven (jap. ラスト・ヘヴン)”                                                       |                    |               |
| 54. | 24.12.2014   | „TO DAZZLING DARKNESS (jap. トゥー・ダズリング・ダークネス)”                              |                    |               |
| 55. | 03.08.2015   | „Ominous”                                                                                 |                    |               |
| 56. | 26.08.2015   | „Dogma”                                                                                   |                    |               |
| 57. | 26.08.2015   | „Deux”                                                                                    |                    |               |
| 58. | 18.11.2015   | „UGLY”                                                                                    |                    |               |
| 59. | 27.04.2016   | „Undying”                                                                                 |                    |               |
| 60. | 09.03.2018   | „Falling”                                                                                 |                    |               |

## DVD koncertowe
| Nr  | Data wydania | Tytuł |
| --- | ------------ | --- |
| 1.  | 10.04.2003   | Matina Sai Shusho -Final Prelude- (Various artists)                                                                          |
| 2.  | 28.04.2004   | Tokyo Saihan -Judgement Day- (jap. 東京裁判-Judgement Day-)                                                                  |
| 3   | 25.08.2004   | Heisei Banka (jap. 平成挽歌)                                                                                                 |
| 4.  | 06.07.2005   | Standing Tour 2005 Final Maximum Royal Disorder at 2005.4.17 Shibuya Kokaido Live (jap. 渋谷公会堂)                          |
| 5.  | 2006         | Peace & Smile Carnival Tour 2005 (jap. ～笑顔でファッキュー～)                                                               |
| 6.  | 06.09.2006   | Standing Tour 2006 Nameless Liberty. Six Guns... -Tour Final- at Budokan                                                     |
| 7.  | 13.06.2007   | Tour 2006–2007 Decomposition Beauty Final „Meaningless Art That People Showed” at Yokohama Arena                             |
| 8.  | 06.08.2008   | Tour 2007–2008 Stacked Rubbish Grand Finale Repeated Countless Error                                                         |
| 9.  | 15.04.2009   | Peace & Smile Carnival Tour 2009 at Nippon Budokan (jap. 日本武道館)                                                         |
| 10. | 16.12.2009   | Tour 09 Dim Scene Final At Saitama Super Arena                                                                               |
| 11. | 26.12.2010   | The Nameless Liberty Tour At Tokyo Dome DVD                                                                                  |
| 12. | 06.01.2012   | Tour 11-12 Venomous Cell Finale Omega the GazettE                                                                            |
| 13. | 10.03.2012   | 10th Anniversary The Decade Live At Makuhari Messe                                                                           |
| 14. | 09.01.2013   | The Gazette 10th Anniversary The Decade at 03.10 Makuhari Messe                                                              |
| 15. | 26.06.2013   | Tour 12-13 [DIVISION] Final MELT Live At 03.10 Saitama Super Arena                                                           |
| 16. | 06.08.2008   | Tour 2007–2008 Stacked Rubbish Grand Finale Repeated Countless Error                                                         |
| 17. | 25.02.2014   | WORLD TOUR13 DOCUMENTARY |
| 18. | 21.05.2014   | Live Tour 13-14 [Magnificent Malformed Box] Final Coda Live at 01.11 Yokohama Arena                                          |
| 19. | 11.03.2015   | Standing Live Tour 14 HERESY LIMITED－ 再 定 義 －Complete Box                                                               |
| 20. | 21.11.2016   | the GazettE LIVE TOUR 15-16 DOGMATIC FINAL -漆黒- LIVE AT 02.28 国立代々木競技場第一体育館(初回生産限定盤                    |
| 21. | 25.01.2017   | The Gazette World Tour 16 Documentary Dogmatic -Trois-                                                                       |
| 22. | 28.02.2018   | HALLOWEEN NIGHT 17 THE DARK HORROR SHOW SPOOKY BOX 2 アビス -ABYSS- LUCY -ルーシー- LIVE AT 10.30 AND 10.31 TOYOSU PIT TOKYO |

## Kompilacje teledysków
Na VHS
| Nr | Data wydania | Tytuł                                         |
| -- | ------------ | --------------------------------------------- |
| 1. | 30.04.2002   | Sentimental Video (jap. センチメンタルビデオ) |
| 2. | 30.08.2002   | Shichoukaku Shitsu (jap. 視聴覚質)            |
| 3. | 29.04.2003   | Kenka Jouto (jap. 喧嘩上等)                   |
| 4. | 30.10.2003   | Hyakkiyagyou (jap. 百鬼家行)                  |

NA DVD
| Nr | Data wydania | Tytuł                       |
| -- | ------------ | --------------------------- |
| 1. | 26.05.2004   | MADARA (jap. 斑蠡-Madara- ) |
| 2. | 07.06.2006   | Film Bug I                  |
| 3. | 04.08.2010   | Film Bug II                 |
| 4. | 24.12.2014   | Film Bug III                |

## Książki powiązane z dyskografią
Książki z tekstami piosenek i zapisem nut
| Nr | Data wydania | Tytuł |
| -- | ------------ | --- |
| 1. | 05.10.2005   | Verwelktes Gedicht                                                                                               |
| 2. | 28.04.2006   | Nil (jap. ニル)                                                                                                  |
| 3  | 13.03.2007   | Dainippon Itan Geisha-teki Noumiso Gyaku Kaiten Zekkyou Ongen Shuu (jap. 大日本異端芸者的脳味噌逆回転絶叫音源集) |
| 4. | 01.03.2008   | Stacked Rubbish (jap. スタックド・ラビッシュ)                                                                    |
| 5. | 01.10.2012   | Traces Best of 2005–2009 (jap. トレースズ・ベスト・オブ にせんご にせんきゅう)                                   |
| 6. | 01.10.2012   | Toxic (jap. トキシック)                                                                                          |
| 7. | 03.01.2013   | Division (jap. ディヴィジョン)                                                                                   |
| 8. | 28.12.2013   | Beautiful Deformity (jap. ビューティフル・ディフォーミティ)                                                      |